# Беледи
Беледи́ (годоб. Беледи) — село в Ботлихском районе Республика Дагестан Российской Федерации. Входит в состав сельского поселения Сельсовет «Годоберинский».

## Географическое положение
Расположено в 13 км к западу от села Ботлих, 4 км югу от Садой и 6 км к востоку от Бутти. 

## Население
| 1926 | 1939 | 1970 | 1989 | 2002 | 2010 | 2021 |
| ---- | ---- | ---- | ---- | ---- | ---- | ---- |
| 47   | ↗66  | ↗87  | ↗131 | ↘26  | ↗93  | ↘54  |

Одно из трех годоберинских сел в Ботлихском районе. 

## Хозяйство
В советские годы село являлось производственной бригадой колхоза имени Кирова.